# Guerra di Wakarusa
La guerra di Wakarusa fu uno stallo armato che ebbe luogo nel Territorio del Kansas durante i mesi di novembre e dicembre 1855. È spesso citato dagli storici come primo esempio di violenza durante il conflitto detto "Bleeding Kansas" tra le fazioni anti-schiavismo e pro-schiavismo nella regione. L'azione ebbe luogo nella Contea di Douglas, incentrata sulla valle del fiume Wakarusa e la città di Lawrence, dove le opposte milizie si confrontarono per la prima volta. Per ordine del governatore del territorio Wilson Shannon, le due parti infine concordarono su una tregua, che tuttavia durò poco e la diffusa violenza riprese la primavera successiva.

## Antefatti

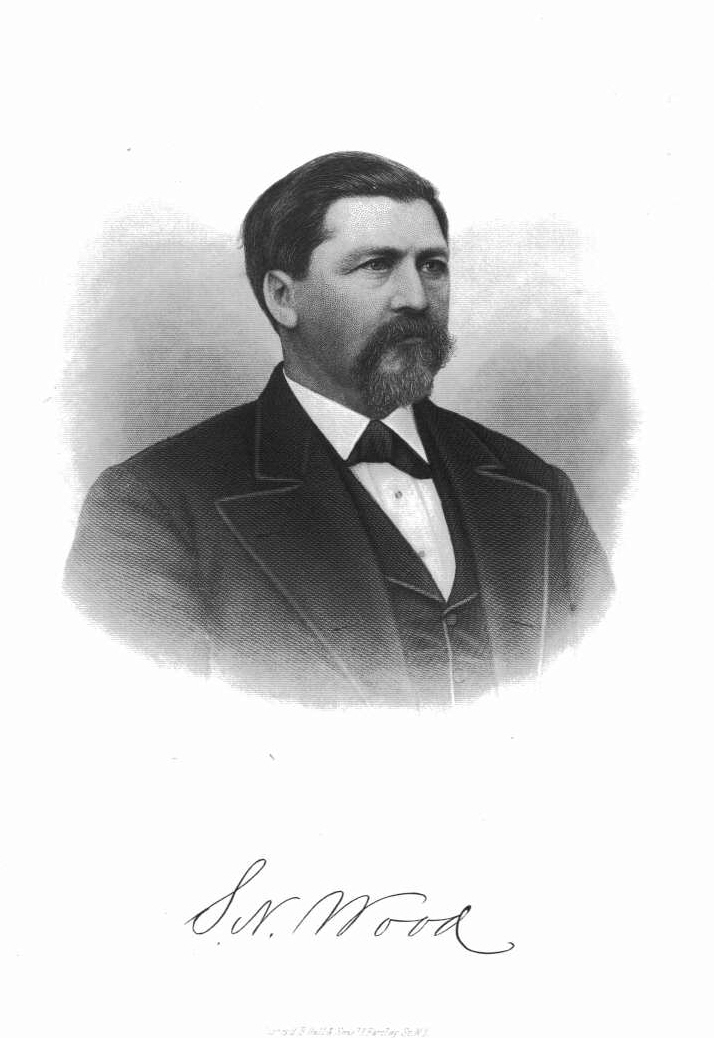
Dopo essere stato arrestato dallo sceriffo Samuel J. Jones, Jacob Branson fu liberato dai Free-Staters, guidati da Samuel Newitt Wood (pictured).

Mentre i coloni pro- e anti-schiavismo erano stati antagonisti l'uno contro l'altro per qualche tempo, la genesi della guerra di Wakarusa in particolare data al 21 novembre 1855, quando un colono pro-schiavismo di nome Franklin Coleman sparò a un anti-schiavista di nome Charles W. Dow nove colpi nella schiena, uccidendolo. L'omicidio fu il culmine di una faida da lungo latente tra i due, poiché da qualche tempo essi avevano discusso reclamando una terra vicino a Hickory Point, sita circa 23 chilometri a sud di Lawrence. Secondo la Border War Encyclopedia: "I politici non hanno motivato Coleman a uccidere Dow, ma l'omicidio segnò l'origine delle violente divisioni politiche che caratterizzarono il Kansas nei successivi dieci anni."
Secondo una versione contemporanea, Coleman era inizialmente un abolizionista che era diventato favorevole allo schiavismo dopo essersi trasferito nel Kansas. La sua disputa con Dow s'intensificò quando egli entrò nella proprietà di Dow e questi lo rimproverò. Poco dopo, Coleman e i suoi amici incontrarono Dow nel locale negozio del fabbro, dove Coleman infine gli sparò. Gli amici Free-Stater di Dow si riunirono arrabbiati.

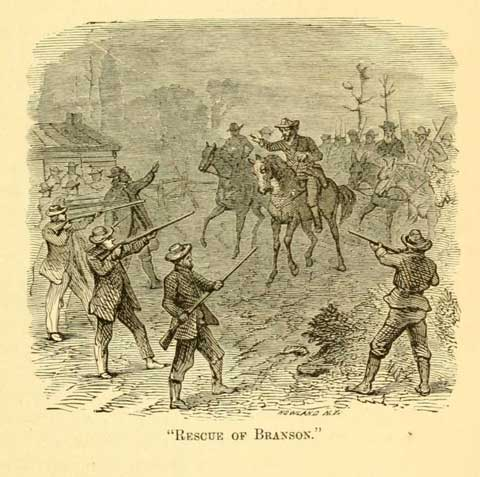
Un'illustrazione del 1868 sul salvataggio di Jacob Branson

Coleman fuggì, ma presto si recò dallo sceriffo della contea Samuel J. Jones di Westport, un sobborgo di Kansas City. Jones era stato eletto, sotto gli auspici di un governo fasullo schiavista eletto in opposizione a un governo Free-State, contemporaneamente operante a Lawrence. Tali tipi di governi "doppi" si erano diffusi in Kansas l'anno precedente quale risultato delle tensioni politiche riguardanti la trasformazione in stato del territorio.
Coleman sostenne di essersi legittimamente difeso quando uccise Dow, e simultaneamente chiese un mandato di arresto per uno degli amici di Dow, un Free-Stater di nome Jacob Branson, che era stato testimone dell'omicidio, apparentemente nel tentativo di opporsi alla minacciata rappresaglia di Branson. Quando Jones investigò, decise di non arrestare Coleman per l'omicidio di Dow, ma invece arrestò Branson con l'accusa di disturbo della quiete pubblica.
Un comitato di Free-Staters guidato da Samuel Newitt Wood e composto in gran parte da vicini di Branson, intercettò i sostenitori di Jones in viaggio verso Lecompton e li costrinse a rilasciare Branson, sfidando l'autorità di Jones e facendo ribollire di rabbia la fazione schiavista. Entro pochi giorni, il governatore del Territorio del Kansas, Wilson Shannon, chiese alla milizia del Kansas di sistemare la questione; Shannon aveva inteso che la milizia fosse composta di abitanti del Kansas, ma Jones raccolse un piccolo esercito da 700 a 1500 uomini (le fonti sono diverse), quasi tutti del Missouri. Questo gruppo, che comprendeva forze raccolte da David Rice Atchison e Benjamin Franklin Stringfellow, ottenne armi dall'arsenale di stato di Liberty nel Missouri, attraversò il confine del Kansas e si diresse a Lawrence, preparandosi ad eradicare i Free-Staters.

## Assedio

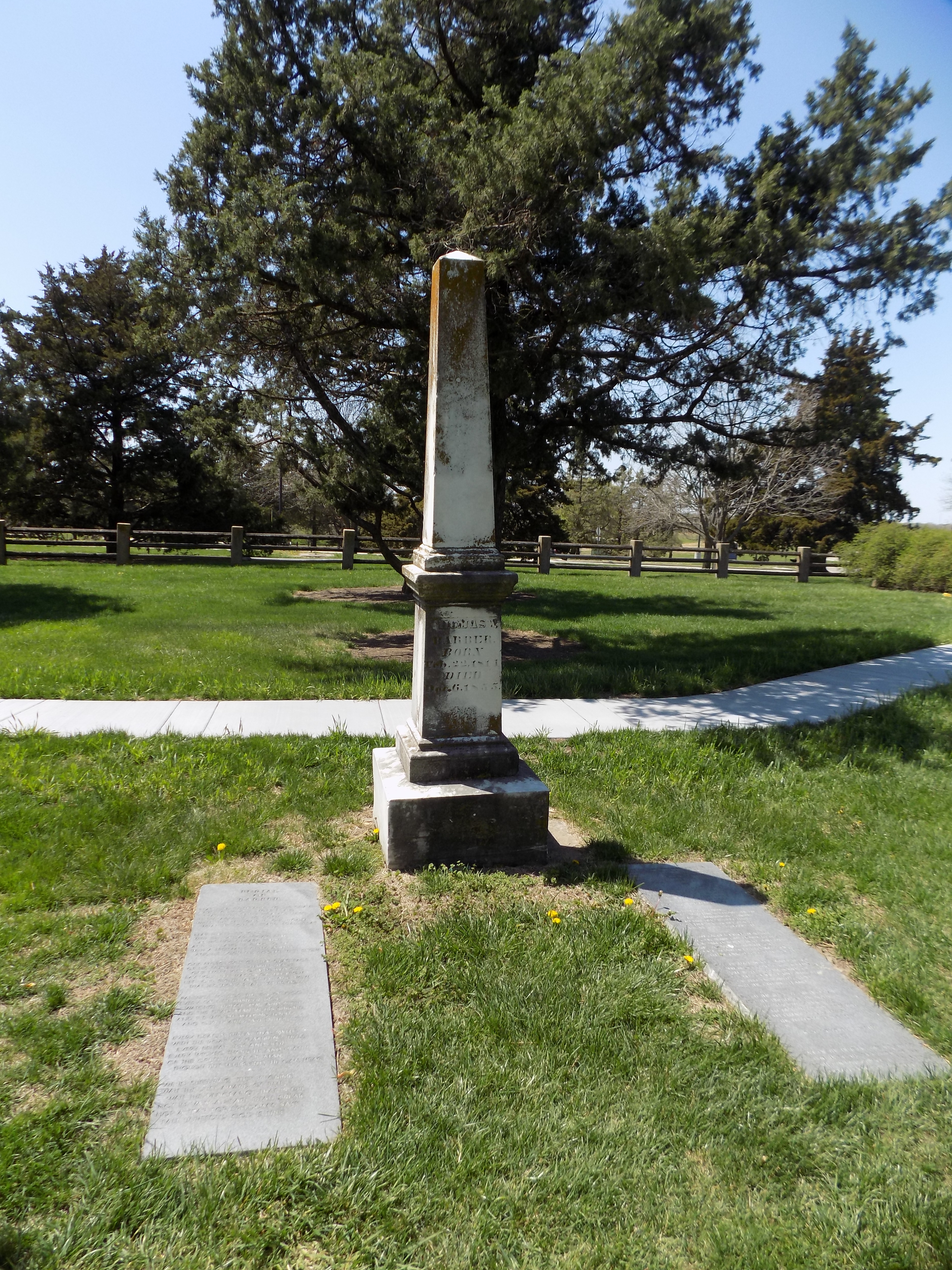
La lapide dell'abolizionista Thomas Barber nel Cimitero di Pioneer, Lawrence (Kansas) (2018). La morte di Barber ispirò il poeta John Greenleaf Whittier a scrivere il poema dal titolo Burial of Barber.

Durante l'assedio, il corpo principale degli invasori si accampò vicino alla capitale territoriale degli schiavisti di Franklin (contea di Douglas), sita a sudest di Lawrence, sebbene altri si accampassero vicino a Lecompton. L'esercito invasore era armato variamente nel suo complesso, ma alcuni uomini avevano fatto irruzione nell'arsenale statale di Liberty, nel Missouri impadronendosi di armi da fuoco portatili e da taglio e dell'"Old Sacramento Cannon" (che sarebbe stato poi usato durante il Saccheggio di Lawrence nel 1856).
Venuti a conoscenza dell'incombente raid, gli uomini di Lawrence crearono una milizia di 800 uomini. Il dr. Charles L. Robinson (un agente della New England Emigrant Aid Company) fu posto a capo delle truppe della città, e al futuro senatore dello stato James Lane fu assegnato il comando in seconda. Lawrence fu anche aiutata dagli abolizionisti John Brown e dai suoi figli. Dopo circa una settimana, i Free-Staters inviarono infine un emissario a Shannon, dove fu ascoltato in merito alla situazione. Le notizie lo allarmarono cosicché egli si fermò a Lawrence per vedere la situazione con i propri occhi e fu piuttosto allarmato da ciò che vide. Egli chiamò immediatamente i rappresentanti dell'esercito del Missouri e della milizia di Lawrence e li sollecitò a a firmare un trattato di pace. Tale accordo fu concluso nel dicembre 1855 tra Robinson e Lane (che rappresentava i Free-Staters) e David Rice Atchison (che rappresentava gli schiavisti). Dopo una lunga opera di persuasione (che, secondo Frank W. Blackmar, "non fu facilmente ottenuta"), l'esercito del Missouri lasciò riluttante la zona.
Oltre a Dow, la guerra di Wakarusa provocò solo un'altra vittima, quella del colono del Free State e abolizionista Thomas Barber, cui, recandosi a difendere Lawrence, fu sparato dall'Agente per gli Indiani, George W. Clarke, presso Pottawatomi, che gli tese un'imboscata. La morte di Barber venne ricordata con un poema di John Greenleaf Whittier da titolo Burial of Barber (Sepoltura di Barber).